# Вырвож
Вырвож, Сырваж — река в России, протекает в Прилузском районе Республики Коми. Устье реки находится в 7 км по правому берегу реки Поруб. Длина реки составляет 15 км.
Исток реки в таёжном массиве среди холмов Северных Увалов в 6 км к северо-востоку от деревни Анкерская. Генеральное направление течения — юго-восток и юг. Всё течение проходит по ненаселённому холмистому таёжному массиву. Впадает в Поруб в 4 км к западу от села Спаспоруб.

## Данные водного реестра
По данным государственного водного реестра России и геоинформационной системы водохозяйственного районирования территории РФ, подготовленной Федеральным агентством водных ресурсов:
- Бассейновый округ — Двинско-Печорский
- Речной бассейн — Северная Двина
- Речной подбассейн — Малая Северная Двина
- Водохозяйственный участок — Юг
- Код водного объекта — 03020100212103000012587